# Libice nad Cidlinou
Libice nad Cidlinou é uma comuna checa localizada na região da Boêmia Central, distrito de Nymburk.